# (18593) Wangzhongcheng
(18593) Wangzhongcheng est un astéroïde de la ceinture principale.

## Description
(18593) Wangzhongcheng est un astéroïde de la ceinture principale. Il fut découvert le 5 janvier 1998 à la station de Xinglong par le programme Beijing Schmidt CCD Asteroid Program. Il présente une orbite caractérisée par un demi-grand axe de 2,44 UA, une excentricité de 0,08 et une inclinaison de 2,9° par rapport à l'écliptique.

## Compléments